# Antoine Sèvres

Antoine Sèvres  est une série de bande dessinée en trois tomes parue entre 2005 et 2017.

## Auteurs
- Scénario : Laurent Rullier
- Dessins : Alessio Lapo

## Synopsis
Polar historique qui se déroule dans la région de Montauban en France, au XVe siècle.
{…}

## Albums
1. Abyssus abyssum invocat (2005) (ISBN 2-7316-1697-0)
2. Aux portes de l'enfer (2006) (ISBN 2-7316-1798-5)
3. Antoine Sèvres, Frère enquêteur (2017)  (ISBN 979-1-09-405907-4) intégrale de la série + 1 inédit Les Deux frères et le vigneron

## Publication
- Les Humanoïdes Associés : tomes 1 et 2, coll. « Dédales ».
- Éditions du Varou : intégrale + tome 3.